# Cometes morrisi
Cometes morrisi là một loài bọ cánh cứng trong họ Cerambycidae.